# 灰毛大青
灰毛大青（学名：Clerodendrum canescens），又名白毛臭牡丹、狮子球、毛赪桐 、灰毛臭茉莉、 粘毛赪桐、六灯笼、人瘦木，为唇形科大青属的植物。分布于台湾岛、越南、印度以及中国大陆的贵州、广西、广东、云南、浙江、湖南、四川、江西、福建等地，生长于海拔220米至880米的地区，多生长在山坡路边以及疏林中，目前尚未由人工引种栽培。

## 外部連結
- 維基物種上的相關：白毛臭牡丹